# Tajemnica wojskowa

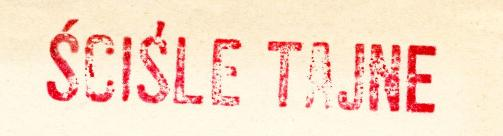
Stempel „Ściśle tajne” na przedwojennych dokumentach wojskowych

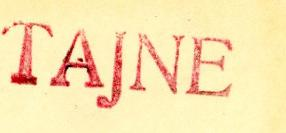
Stempel „Tajne”

Tajemnica wojskowa – wszelkiego rodzaju informacje niejawne dotyczące sił zbrojnych, których to nieuprawnione ujawnienie mogłoby spowodować istotne zagrożenie dla niepodległości lub nienaruszalności terytorium państwa oraz dla podstawowych interesów obronności, bezpieczeństwa państwa i obywateli, albo narazić te interesy na co najmniej znaczną szkodę. 
Termin funkcjonował w II RP. W III RP jest to termin nieaktualny, historyczny, niemający obecnie żadnych umocowań prawnych.